# Żas Sunkar Astana (piłka nożna kobiet)
Żas Sunkar Astana (kaz. «Жас Сұңқар» ӘФК) – kobieca sekcja piłki nożnej kazachskiego klubu sportowego Żas Sunkar, mający siedzibę w stolicy kraju, mieście Astana, na północy kraju, występujący od 2004 roku z przerwami w rozgrywkach Əyelder Ligasy.

## Historia
Chronologia nazw:
- 2004: Akku Astana (kaz. «Аққу» ӘФК (Астана))
- 2006: BŻORSM KMM Astana (kaz. «БЖОРСМ» КММ ӘФК (Астана) [Балалар мен жасөспірімдердің олимпиадалық резерв спорт мектебі коммуналдық мемлекеттік мекемесі])
- 2007: Akku-Technopolis Astana (kaz. «Аққу-Технополис» ӘФК (Астана))
- 2009: BŻORSM-8 Astana (kaz. «№8 БЖОРСМ» ӘФК (Астана) [№8 Балалар мен жасөспірімдердің олимпиадалық резерв спорт мектебі])
- 2011: Astana-64 Astana (kaz. «Астана-64» ӘФК (Астана))
- 2016: ŻFK Astana (kaz. «Астана» ӘФК (Астана))
- 2019: BŻMORSM-8 Astana (kaz. «№8 БЖМОРСМ» ӘФК (Астана) [№8 Балалар мен жасөспірімдердің мамандандырылған олимпиадалық резерв спорт мектебі])
- 2022: Żas Sunkar Astana (kaz. «Жас Сұңқар» ӘФК (Астана))

Kobieca drużyna piłkarska Akku została założona w Astanie w 2004 roku. Słowo Akku z kazachskiego oznacza łabędź. Zespół startował w rozgrywkach Əyelder Ligasy. Od 2006 roku nazwa klubu brzmiała BŻORSM KMM, tak jak jego zawodniczki to uczennice Sportowej Szkoły dla Dzieci i Młodzieży Rezerwy Olimpijskiej (ros. ГУ «СДЮШОР», pol. GU SDJuSzOR). W 2008 zespół zrezygnował z występów w mistrzostwach kraju. W 2009 powrócił na rok do rozgrywek ligowych z nazwą BŻORSM-8 (ros. «СДЮШОР №8», pol. SDJuSzOR-8). Ale w następnym sezonie znów klub nie zgłosił się do mistrzostw. W 2011 roku nazwa klubu została zmieniona na Astana-64. Po trzech sezonach po raz kolejny zrezygnował z dalszych występów. Po dwóch latach przerwy klub z nazwą ŻFK Astana wystartował w Əyelder Ligasy, zdobywając wicemistrzostwo kraju. Ale potem znów zrezygnował z występów przez kolejne dwa lata. W 2019 roku zespół ponownie startował w mistrzostwach jako BŻMORSM-8 (ros. «СДЮСШОР №8», pol. SDJuSSzOR-8, czyli Specjalistyczna Szkoła Sportowa dla Dzieci i Młodzieży Rezerwy Olimpijskiej nr 8). W 2022 roku klub przyjął nazwę Żas Sunkar (pol. Młody Sokół). Jednak po zakończeniu sezonu, w którym zajął czwartą pozycję, klub zrezygnował z udziału w sezonie 2023. 

## Barwy klubowe, strój, herb, hymn
|  |  |

Klub ma barwy czerwono-białe. Piłkarki domowe spotkania zazwyczaj grają w czerwonych koszulkach, czerwonych spodenkach oraz czerwonych getrach.

## Sukcesy

### Trofea międzynarodowe
Do chwili obecnej klub jeszcze nigdy nie zakwalifikował się do rozgrywek europejskich.

### Trofea krajowe
| \| \| Zdobyte trofea w rozgrywkach Kazachstanu (stan na: 31-12-2023) \| |                                                                |      |            |
| Rozgrywki                                                               | Osiągnięcie                                                    | Razy | Sezon(y)   |
| Mistrzostwo                                                             | I miejsce                                                      | 0    |            |
| Mistrzostwo                                                             | II miejsce                                                     | 1    | 2016       |
| Mistrzostwo                                                             | III miejsce                                                    | 2    | 2019, 2020 |
| Puchar                                                                  | zdobywca                                                       | 0    |            |
| Puchar                                                                  | finalista                                                      | 2    | 2016, 2019 |
| Kazachstan                                                              | Zdobyte trofea w rozgrywkach Kazachstanu (stan na: 31-12-2023) |      |            |

## Poszczególne sezony

### Rozgrywki międzynarodowe

#### Europejskie puchary
Klub nie uczestniczył w rozgrywkach europejskich.

### Rozgrywki krajowe
| \| Kazachstan \| Bilans występów klubu w rozgrywkach piłkarskich Kazachstanu (Stan na 31 grudnia 2023 r.) \| \| |                                                                                          |        |       |   |   |   |    |    |     |                                                   |        |        |      |
| Poziom | Rozgrywki                                                                                | Sezony | Mecze | Z | R | P | B+ | B– | Pkt | Lata                                              | Awanse | Spadki | Naj. |
| I | Əyelder Ligasy                                                                           | 13     |       |   |   |   |    |    |     | 2002–2007, 2009, 2011–2013, 2016, 2019–2022       | 0      | 0      | 2    |
| | Puchar Kazachstanu                                                                       | 10     |       |   |   |   |    |    |     | 2006–2007, 2009, 2011–2013, 2016, 2019, 2021–2022 | 0      | 0      | 2    |
| Kazachstan | Bilans występów klubu w rozgrywkach piłkarskich Kazachstanu (Stan na 31 grudnia 2023 r.) |        |       |   |   |   |    |    |     |                                                   |        |        |      |

## Piłkarki, trenerzy, prezydenci i właściciele klubu

### Trenerzy
...
- 2022:  Ilja Miełanicz

## Struktura klubu

### Stadion
Drużyna rozgrywa swoje mecze domowe w Astanie na stadionie Astana Arena, który może pomieścić 30.200 widzów.

## Kibice i rywalizacja z innymi klubami

### Derby
- Aktöbe FK
- ŻSSzMM-Barys